# Bart Van Nuffelen
Bart Van Nuffelen (Borsbeek, 1973) is een Belgisch theaterregisseur en auteur. Hij studeerde toneelregie aan het RITCS.
Bart Van Nuffelen kwam tot leven in Borsbeek, nabij Antwerpen. Van 1973 tot heden ontwikkelde hij zich tot regisseur en schrijver van het MartHa!tentatief, dat in 1996 werd gesticht op de ruïnes van een psychiatrisch militair hospitaal (thans het Groen Kwartier) met de voorstelling Elias of het gevecht met de nachtegalen (naar Maurice Gilliams). In 2018 maakte hij de L.P. Boon ‘mish-mash’ Ge moet niet persé ananas gegeten hebben om te weten DATDAT ongelooflijk lekker is (selectie Theaterfestival 1998). Andere voorstellingen uit die vroege jaren waren de locatie-voorstellingen de Goeie, de Slechte & de Lelijke, Waaiendijk en Sjwék – of zo klinkt het als ik te pletter sla.
Sinds 2010 schrijft en maakt Bart Van Nuffelen, samen met het MartHa!tentatief, stukken over het wondere leven in de hedendaagse stad, zoals o.a. De Vernissage, 175+, 13 ½, Polen op zondag (toneelschrijfprijs Sabam), de Fietsendief en Hoge Weg. Dounia B, het vervolg op Dinska Bronska (selectie jeugdjury Theaterfestival) werd in 2020 bekroond met de Duits-Nederlandse Kaas&Kappes prijs voor jeugdliteratuur. Al deze stukken kwamen tot stand na een grondige researchperiode; interviews met stadsbewoners, samenwerking met stedelijke actoren (scholen, stedelijke werkingen etc) en steeds meer wordt de hedendaagse stad ook op de scène en in de makersploeg weerspiegeld.
Bart Van Nuffelen is samen met Johan Petit artistiek leider van MartHa!tentatief en (eind)regisseur van veel voorstellingen van Johan Petit en de shows van Steven Goegebeur. Daarnaast schrijft hij kinderboeken bij uitgeverij De Eenhoorn, die vertaald zijn in het Zweeds, Deens, Spaans of Chinees. Het boekje Het geheim van Sinterklaas (2019) werd genomineerd voor de Boekenpauw (voor illustrator Tim Van den Abeele).
Van Nuffelen maakte de podcast De Kunst van het verdwijnen (MartHa!tentatief/VRT MAX, 2020), met daarin drie verhalen die zich afspelen in de Antwerpse diamantwijk - over een spectaculaire bankroof, een vergeten aanslag, en een kind dat aan een razzia is ontsnapt.